# South of the Border (Robbie Williams-dal)
A South of the Border című 1997-ben megjelent dal Robbie Williams brit popénekes harmadikként megjelent kislemeze a Life thru a Lens című debütáló albumáról. A dal nem ért el kiemelkedő eredményt, hiszen csak a 14. helyre tudott felkerülni az Egyesült Királyság kislemez listáján és ez az a kislemeze az énekesnek, amely nem tudott bekerülni a top 10-be, ez legközelebb csak a Sin Sin Sinnek sikerült 2006-ban.
Az énekes így jellemezte a kislemezt: "Az egyik legjobb, jobb, mint az Angels." Joe Garvey zenekritikus így írt róla a New Musical Express Magazinban: "Nekem tetszik!"
Williams honlapja szerint az utolsó pillanatban gondolta meg magát a kislemezzel kapcsolatban. Ez magyarázza a klip összevisszaságát.
Az énekes úgy nyilatkozott, hogy a dal megírására Kate Moss brit szupermodell inspirálta, akivel régebben az énekesnek kapcsolata volt. A dal első sora így szól: "Ismerek egy fura fiatal lányt, akinek a neve kokain Katie".

## Különböző formátumok és számlista
UK CD1

(Megjelent: 1997. szeptember 15.)
1. "South of the Border" - 3:40
2. "Cheap Love Song" - 4:10
3. "South of the Border" [187 Lockdown's Borderline Mix] - 6:19
4. "South of the Border" [Phil' The Kick Drum' Dance + Matt Smith's Nosebag Dub] - 8:31

UK CD2

(Megjelent: 1997. szeptember 15.)
1. "South of the Border" - 3:40
2. "South of the Border" [Mother's Milkin' It Mix] - 7:09
3. "South of the Border" [Phil' The Kick Drum' Dance + Matt Smith's Filthy Funk Vocal Remix] - 8:31
4. "South Of The Border" [187 Lockdown's Southside Dub] - 06:11
5. "South of the Border" [Shango + Danny Howells' The Unknown DJ's Meet Cocaine Katie Mix] - 9:32

## Videóklip
A dal videóklipjét Thomas Q. Napper rendezte. A klip 1997 szeptemberében jelent meg.

## Helyezések
| Slágerlista                         | Legmagasabb helyezés |
| ----------------------------------- | -------------------- |
| Egyesült Királyság kislemez listája | 14                   |

## Külső hivatkozások
- - A South of The Border klipje a dailymotion.com oldalon